# Sexualidade após lesão da medula espinhal

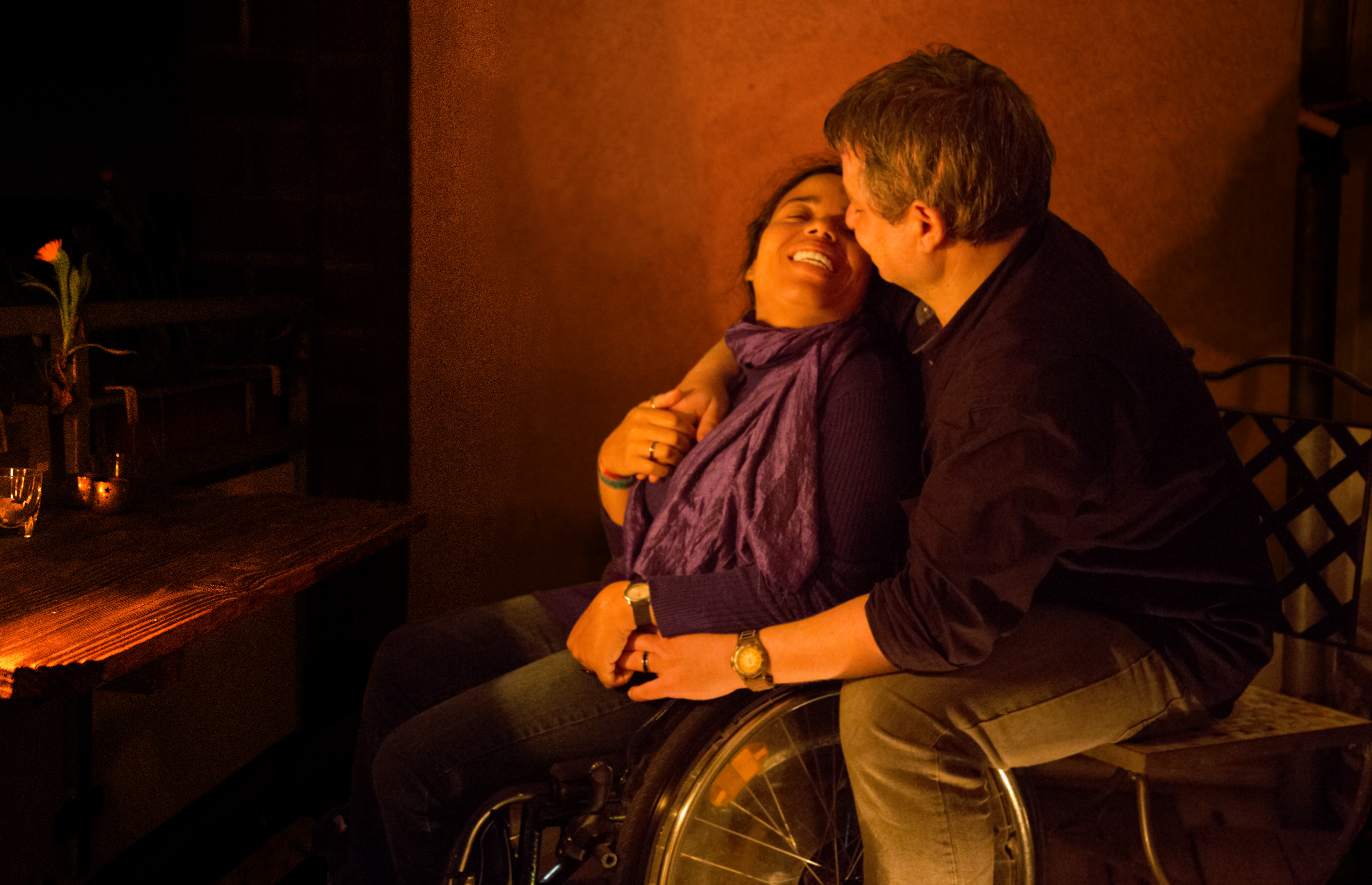
Muitas pessoas com lesões na medula espinhal desfrutam de relacionamentos e vidas sexuais satisfatórios

Embora a lesão da medula espinhal (LME, na sigla em português) frequentemente cause disfunção sexual, muitas pessoas com LME conseguem ter vidas sexuais satisfatórias. As limitações físicas decorrentes da LME afetam a função sexual e a sexualidade em áreas mais amplas, o que, por sua vez, tem efeitos importantes na qualidade de vida. Danos à medula espinhal prejudicam sua capacidade de transmitir mensagens entre o cérebro e as partes do corpo abaixo do nível da lesão. Isso resulta na perda ou redução de sensação e movimento muscular, e afeta orgasmo, ereção, ejaculação e lubrificação vaginal. Causas mais indiretas da disfunção sexual incluem dor, fraqueza e efeitos colaterais de medicamentos. Causas psicossociais incluem depressão e alteração da autoimagem. Muitas pessoas com LME têm vidas sexuais satisfatórias, e muitas experimentam excitação sexual e orgasmo. Pessoas com LME podem fazer diversas adaptações para continuar suas vidas sexuais de forma saudável, concentrando-se em diferentes áreas do corpo e tipos de atos sexuais. Plasticidade neural pode explicar o aumento da sensibilidade em partes do corpo que não perderam a sensação, então as pessoas frequentemente encontram áreas erógenas de pele recém-sensíveis em zonas erógenas ou perto de fronteiras entre áreas de sensação preservada e perdida.
Existem medicamentos, dispositivos, cirurgia e outras intervenções para ajudar os homens a alcançar ereção e ejaculação. Embora a fertilidade masculina seja reduzida, muitos homens com LME ainda podem ser pais, principalmente com intervenções médicas. A fertilidade das mulheres geralmente não é afetada, embora precauções devam ser tomadas para uma gravidez e parto seguros. Pessoas com LME precisam tomar medidas durante a atividade sexual para lidar com os efeitos da lesão, como fraqueza e limitações de movimento, e para evitar lesões, como danos à pele em áreas de sensação reduzida. A educação e aconselhamento sobre sexualidade são partes importantes da reabilitação da LME, mas muitas vezes estão ausentes ou são insuficientes. A reabilitação para crianças e adolescentes visa promover o desenvolvimento saudável da sexualidade e inclui educação para eles e suas famílias. Preconceitos e estereótipos culturalmente herdados afetam negativamente as pessoas com LME, principalmente quando mantidos por cuidadores profissionais. A Imagem corporal e outras inseguranças afetam a função sexual e têm repercussões profundas na autoestima e autoconceito. A LME causa dificuldades em parcerias românticas, devido a problemas com a função sexual e a outros estresses introduzidos pela lesão e deficiência, mas muitos daqueles com LME têm relacionamentos e casamentos gratificantes. Relacionamentos, autoestima e capacidade reprodutiva são todos aspectos da sexualidade, que abrange não apenas práticas sexuais, mas uma complexa gama de fatores: influências culturais, sociais, psicológicas e emocionais.

## Sexualidade e identidade
A sexualidade é uma parte importante da identidade de cada indivíduo, embora algumas pessoas possam não ter interesse em sexo. A sexualidade possui aspectos biológicos, psicológicos, emocionais, espirituais, sociais e culturais. Envolve não apenas comportamentos sexuais, mas relacionamentos, autoimagem, desejo sexual, reprodução, orientação sexual e expressão de gênero. A sexualidade de cada pessoa é influenciada pela socialização ao longo da vida, na qual fatores como origem religiosa e cultural desempenham um papel, e é expressa na autoestima e nas crenças que alguém tem sobre si mesmo.
A LME é extremamente disruptiva para a sexualidade e ocorre com mais frequência em pessoas jovens, que estão no auge de suas vidas sexuais e reprodutivas. No entanto, a importância da sexualidade como parte da vida não é diminuída por uma lesão incapacitante. Embora por anos tenha se acreditado que pessoas com SCI fossem assexuadas, pesquisas têm mostrado que a sexualidade é uma alta prioridade para pessoas com LME  e um aspecto importante da qualidade de vida. Na verdade, de todas as habilidades que gostariam de recuperar, a maioria dos paraplégicos classificou a função sexual como sua maior prioridade, e a maioria dos tetraplégicos classificou-a em segundo lugar, depois da função da mão e do braço. A função sexual tem um impacto profundo na autoestima e na adaptação à vida pós-lesão. Pessoas que conseguem se adaptar aos seus corpos alterados e ter vidas sexuais satisfatórias têm melhor qualidade de vida geral.

## Sociedade e cultura

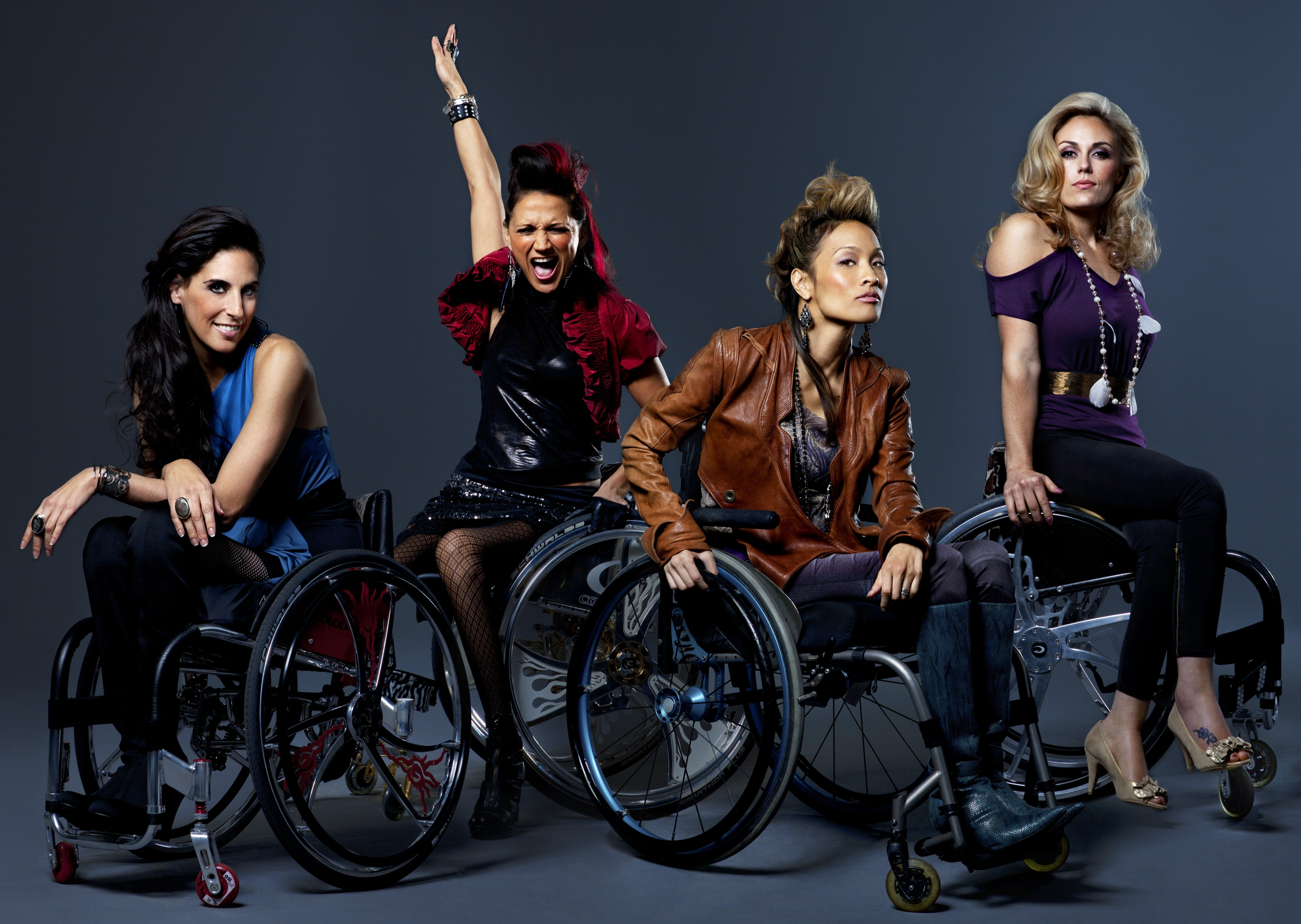
A série de televisão reality Push Girls retrata mulheres com LME abordando questões de sexualidade e vida cotidiana.

Atitudes sociais negativas e estereótipos sobre pessoas com deficiências como a LME afetam as interações interpessoais e a autoimagem, com implicações importantes para a qualidade de vida. Na verdade, para as mulheres, os fatores psicológicos têm um impacto mais importante na atividade sexual do que os físicos. Atitudes negativas em relação à deficiência (juntamente com relacionamentos e apoio social) influenciam mais até que o nível ou a completude da lesão. Existem estereótipos de que pessoas com LME (particularmente mulheres) não têm interesse, não são adequadas ou são incapazes de ter relacionamentos ou encontros sexuais. "As pessoas pensam que só podemos namorar pessoas em cadeiras de rodas, que temos sorte de conseguir qualquer homem, que não podemos ser exigentes", observou Mia Schaikewitz, que é retratada em Push Girls, um reality show de 2012 sobre quatro mulheres com LME.
Esses estereótipos não afetam apenas a autoimagem das pessoas lesionadas, mas são particularmente prejudiciais quando disseminados profissionais envolvidos na reabilitação. Cuidadores com essas crenças culturalmente transmitidas podem tratar seus pacientes como assexuados, especialmente se a lesão ocorreu em idade jovem e o paciente nunca teve experiências sexuais. A falta de reconhecimento da capacidade sexual e reprodutiva das pessoas lesionadas restringe o acesso delas a métodos contraceptivos, informações sobre sexualidade e cuidados médicos relacionados à saúde sexual, como exames ginecológicos anuais. Outra crença comum que afeta a reabilitação sexual é que o sexo se refere estritamente à função genital; isso poderia fazer com que os cuidadores desconsiderassem a importância do restante do corpo e do indivíduo.
Atitudes culturais em relação aos papéis de gênero têm efeitos profundos nas pessoas com LME. A lesão pode causar inseguranças em relação à identidade sexual, especialmente se a deficiência impedir o cumprimento das normas de gênero ensinadas pela sociedade.
Padrões de beleza femininos propagados pela mídia e cultura retratam a mulher ideal como não deficiente: como uma modelo de moda com LME comentou, "quando você tem uma lesão devastadora ou uma deficiência, geralmente não é visto como sensual ou bonita porque você não se parece com as mulheres das revistas." A incapacidade de atender a esses padrões pode abalar a autoestima, mesmo que esses ideais também sejam inatingíveis para a maioria das mulheres não deficientes. A autoestima mais baixa está associada a um pior ajuste sexual e qualidade de vida, e taxas mais altas de solidão, estresse e depressão.

Os homens também são afetados pelas expectativas sociais, como noções sobre masculinidade e desempenho sexual. Homens de alguns contextos tradicionais podem sentir pressão de desempenho que enfatiza a capacidade de ter ereções e relações sexuais. Homens que têm um forte desejo sexual, mas que não são capazes de se apresentar sexualmente, podem ter risco aumentado de depressão, especialmente quando acreditam fortemente nas normas tradicionais de masculinidade com a função sexual como essencial para a identidade masculina. Homens que acreditam fortemente nesses papéis tradicionais podem se sentir sexualmente inadequados, não masculinos, inseguros e menos satisfeitos com a vida. Como a disfunção sexual tem esse impacto negativo na autoestima, o tratamento da disfunção erétil pode ter um benefício psicológico, mesmo que não ajude com a sensação física. A LME pode exigir uma reavaliação e rejeição de suposições sobre normas de gênero e função sexual para se ajustar de maneira saudável à deficiência: aqueles que são capazes de mudar a maneira como pensam sobre os papéis de gênero podem ter uma melhor satisfação de vida e resultados com a reabilitação. O aconselhamento é útil nesse processo de reavaliação.